# Швецова Олена Миколаївна
Олена Миколаївна Швецова (нар. 20 липня 1974) — білоруська футболістка, захисниця. Виступала за збірну Білорусі. Провела футбольну кар'єру в клубах чемпіонату Росії. Виступала за збірну Білорусі. Найкраща футболістка Білорусі (2005).

## Клубна кар'єра
Виступала за тольяттинську «Ладу». Разом з командою здобувала перемогу в чемпіонаті і тричі завойовувала срібло цього ж турніру, двічі перемагала в Кубку Росії. Включалася до списку 33 найкращих футболісток за підсумками сезону (2004, 2005). У 2005 році визнана найкращою футболісткою Білорусі. У складі «Лади» провела шість матчів у Кубку УЄФА.
У 2006 році була гравчинею ногінської «Надії», разом з якою стала бронзовою призеркою чемпіонату. Напередодні початком сезону 2007 року перейшла в «СКА-Ростов-на-Дону», який дебютував у вищому дивізіоні. Наступного року повернулася в «Ладу», з якою домоглася виходу у вищий дивізіон.

## Кар'єра в збірній
Викликалася до табору збірної Білорусі. У відборі на чемпіонат Европи 1997 зіграла чотири матчі та забила два м'ячі, в кваліфікації на чемпіонат світу 1999 року провела одну гру, а у відборі на чемпіонат світу 2007 року — сім ігор.

## Досягнення
«Лада»
- Чемпіонат Росії
  -  Чемпіон (1): 2004
  -  Срібний призер (3): 2002, 2003, 2005

- Перший дивізіон Росії
  -  Срібний призер (1): 2008

- Кубок Росії
  -  Володар (2): 2003, 2004

«Надія»
- Чемпіонат Росії
  -  Бронзовий призер (1): 2006